# Barry Adelman
Pour les articles homonymes, voir Adelman.
Barry Adelman est un scénariste et producteur américain.

## Filmographie
Comme scénariste
- 1978 : Dorothy Hamill Presents Winners (TV)
- 1994 : Will You Marry Me? (TV)
- 1999 : Arista Records' 25th Anniversary Celebration (TV)
- 1999 : The 15th Annual Soap Opera Digest Awards (TV)
- 2002 : American Bandstand's 50th Anniversary Celebration (TV)
- 2002 : The 4th Annual Family Television Awards (TV)
- 2003 : Primetime New Year's Rockin' Eve 2004 (TV)
- 2003 : The 5th Annual Family Television Awards (TV)
- 2003 : The 31st Annual American Music Awards (TV)
- 2003 : The 30th Annual American Music Awards (TV)
- 2003 : ABC 50th Anniversary Blooper Celebration (TV)
- 2003 : Greatest Moments 2003 (TV)
- 2004 : Greatest Moments 2004
- 2004 : The 6th Annual Family Television Awards (TV)
- 2004 : The 61st Annual Golden Globe Awards (TV)
- 2004 : The 31st Annual Daytime Emmy Awards (TV)
- 2004 : The 32nd Annual American Music Awards (TV)
- 2004 : Ultimate Toy Awards 2004 (TV)
- 2004 : Primetime New Year's Rockin' Eve 2005 (TV)
- 2004 : New Year's Rockin' Eve 2005 (TV)
- 2005 : The 62nd Annual Golden Globe Awards (TV)
- 2005 : The 32nd Annual Daytime Emmy Awards (TV)
- 2005 : 2005 American Music Awards (TV)
- 2005 : New Year's Rockin' Eve 2006 (TV)
- 2006 : 41st Annual Academy of Country Music Awards (TV)

Comme producteur
- 1994 : Will You Marry Me? (TV)
- 1997 : Beyond Belief: Fact or Fiction (série TV)
- 1999 : Arista Records' 25th Anniversary Celebration (TV)
- 1999 : The 15th Annual Soap Opera Digest Awards (TV)
- 2002 : The Chamber (série TV)
- 2002 : The 59th Annual Golden Globe Awards (TV)
- 2002 : Celebrity Boxing (TV)
- 2002 : Celebrity Boxing 2 (TV)
- 2003 : Bloopers (série TV)
- 2003 : The 5th Annual Family Television Awards (TV)
- 2003 : ABC 50th Anniversary Blooper Celebration (TV)
- 2003 : Greatest Moments 2003 (TV)
- 2004 : Greatest Moments 2004
- 2004 : The 6th Annual Family Television Awards (TV)
- 2004 : The 61st Annual Golden Globe Awards (TV)
- 2004 : The 31st Annual Daytime Emmy Awards (TV)
- 2005 : Golden Globe Arrivals (TV)
- 2005 : The 62nd Annual Golden Globe Awards (TV)
- 2005 : The 32nd Annual Daytime Emmy Awards (TV)
- 2006 : The 63rd Annual Golden Globe Awards (TV)
- 2006 : Celebrity Debut (TV)